# Токарницкий, Сергей Александрович
Серге́й Алекса́ндрович Токарни́цкий (1 февраля 1993, Днепродзержинск) — украинский и казахстанский гребец-байдарочник, до 2013 года выступал за сборную Украины, впоследствии представлял Казахстан. Участник летних Олимпийских игр в Рио-де-Жанейро, двукратный чемпион Азии, многократный победитель и призёр регат национального значения. Выступает за спортивный клуб «Динамо» из Астаны, мастер спорта международного класса.

## Биография
Сергей Токарницкий родился 1 февраля 1993 года в городе Днепродзержинске Днепропетровской области Украины. Активно заниматься греблей начал с детства, проходил подготовку в днепродзержинской детско-юношеской спортивной школе № 1 под руководством тренера Анатолия Яковлевича Грабко.
Впервые заявил о себе в сезоне 2011 года, когда на чемпионате Украины в Днепропетровске одержал победу сразу в трёх разных дисциплинах: в одиночках на дистанциях 200 и 500 метров, а также в четвёрках на дистанции 1000 метров. Кроме того, в одной из дисциплин получил здесь бронзовую медаль.
В 2013 году Токарницкий принял казахстанское гражданство и начал выступать за национальную сборную Казахстана. В частности, в этом сезоне он побывал на чемпионате Европы в португальском городе Монтемор-у-Велью, где в двойках на двухстах метрах занял тринадцатое место, и выступил на чемпионате мира в немецком Дуйсбурге, где в той же дисциплине стал восемнадцатым. В 2015 году на чемпионате Азии в индонезийском Палембанге трижды поднимался на пьедестал почёта, в том числе одержал победу на двухсотметровой дистанции среди двоек и одиночек, а также взял серебро в четвёрках на тысяче метрах.
Благодаря череде удачных выступлений Сергей Токарницкий удостоился права защищать честь страны на летних Олимпийских играх 2016 года в Рио-де-Жанейро. В программе четырёхместных экипажей на дистанции 1000 метров выступал вместе с партнёрами Александром Емельяновым, Ильёй Голендовым и Андреем Ергучёвым — они с седьмого места квалифицировались на предварительном этапе, затем на стадии полуфиналов заняли четвёртое место и попали тем самым в утешительный финал «Б», где показали на финише второе время позади команды из России — таким образом, в итоговом протоколе их экипаж расположился на десятой строке. В одиночках на двухстах метрах не смог квалифицироваться в стартовом заезде, став лишь восьмым, тогда как в двойках на двухстах метрах в паре с Андреем Ергучёвым добрался до утешительного финала «Б» и показал там четвёртый результат.
За выдающиеся спортивные достижения удостоен почётного звания «Мастер спорта Республики Казахстан международного класса».